# Autovía Andrés de Vandelvira
La autovía Andrés de Vandelvira o A-32, antiguamente denominada autovía Linares-Albacete, es una autovía en construcción que comunicará Bailén y Albacete, siguiendo el recorrido de la N-322, y en un futuro permitirá la conexión directa por autovía entre el sur y el Levante español a través de la ciudad de Albacete.

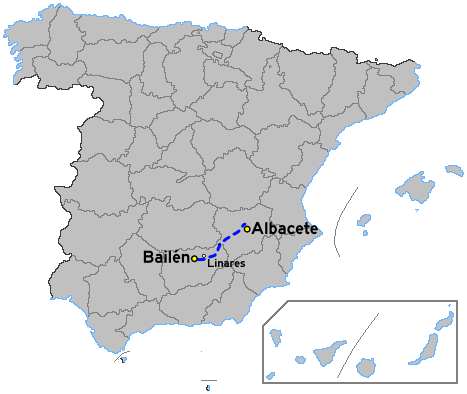

El proyecto de esta autovía es del desdoblamiento de la actual N-322. La autovía A-32 tiene su inicio en el PK. 2 de la A-44, que se encuentra ubicado en el término de la ciudad de Bailén. El tramo Bailén-Linares se encuentra en servicio desde 1997. Su identificación es A-32 Bailén-Albacete. Actualmente también están en servicio los tramos entre Bailén y Villanueva del Arzobispo, incluyendo la Circunvalación Sur de Albacete. De momento no hay planes para convertir en autovía el tramo de la N-322 entre Albacete y Requena.

## Tramos
| Denominación | Tramo                                                                                             | Kilómetros | Año servicio / Estado (2025)                                                                                   |
| ------------ | ------------------------------------------------------------------------------------------------- | ---------- | --- |
| A-32         | Bailén A-44 - Linares                                                                             | 5,5        | 1997 |
| A-32         | Linares - Ibros                                                                                   | 11,3       | 2015 |
| A-32         | Ibros - Úbeda                                                                                     | 15,1       | 2012 |
| A-32         | Úbeda - Torreperogil Este Subtramo: Úbeda - Torreperogil Oeste Subtramo: Variante de Torreperogil | 6,6 7,5    | 2019 |
| A-32         | Torreperogil Este - Villacarrillo                                                                 | 13,6       | 2022 |
| A-32         | Villacarrillo - Villanueva del Arzobispo                                                          | 17,2       | 2022 |
|              | Villanueva del Arzobispo - Beas de Segura                                                         | 12,5       | En nueva redacción de proyecto (pendiente someter a nueva información pública) (pendiente licitación de obras) |
|              | Beas de Segura - Arroyo del Ojanco                                                                | 8          | En nueva redacción de proyecto (pendiente someter a nueva información pública) (pendiente licitación de obras) |
|              | Arroyo del Ojanco - Puente de Génave                                                              | 15,6       | Proyecto caducado (pendiente actualización nuevo proyecto)                                                     |
|              | Puente de Génave - L. P. Jaén/Albacete                                                            | 18,1       | Proyecto caducado (pendiente actualización nuevo proyecto)                                                     |
|              | L. P. Jaén/Albacete - Reolid                                                                      | 21,3       | Proyecto caducado (pendiente actualización nuevo proyecto)                                                     |
|              | Reolid - Robledo                                                                                  | 18,7       | Proyecto caducado (pendiente actualización nuevo proyecto)                                                     |
|              | Robledo - CM-313                                                                                  | 20,2       | En nueva redacción de proyecto (pendiente someter a nueva información pública) (pendiente licitación de obras) |
|              | CM-313 - Balazote Oeste                                                                           | 16,8       | En obras (apertura prevista 2027 o 2028)                                                                       |
|              | Balazote Oeste - Albacete Oeste                                                                   | 15,1       | En nueva redacción de proyecto (pendiente someter a nueva información pública) (pendiente licitación de obras) |
| A-32         | Circunvalación Sur de Albacete Tramo: Albacete Oeste - Enlace A-30                                | 10,5       | 2021 |

## Salidas

### Tramo Bailén-Villanueva del Arzobispo
| Elemento | Sentido Albacete (ver de arriba abajo)                           | Número de Salida | Sentido Bailén (ver de abajo arriba)                             | Carretera que enlaza |
| -------- | ---------------------------------------------------------------- | ---------------- | ---------------------------------------------------------------- | -------------------- |
|          | Linares - Úbeda - Albacete - Requena                             |                  | Bailén E-902 A-44 Jaén - Granada - Motril                        | E-902 A-44           |
|          | Vía de servicio                                                  |                  |                                                                  |                      |
|          | Vía de servicio                                                  |                  | Vía de servicio                                                  |                      |
|          | Linares (Oeste) - Arquillos                                      | 5                | Linares (Oeste) - Arquillos                                      | A-312                |
|          | Linares (Sur) Jabalquinto Torreblascopedro                       | 8                | Linares (Sur) Jabalquinto Torreblascopedro                       | A-302 JA-4102        |
|          | Estación de Linares-Baeza - Linares (Este)                       | 13               | Estación de Linares-Baeza - Linares (Este)                       |                      |
|          | Ibros - Baeza                                                    | 15               | Ibros - Baeza                                                    | A-6101               |
|          | Canena - Rus Ibros                                               | 22               | Canena - Rus Ibros                                               | N-322 JA-4104        |
|          |                                                                  | 31               | Rus Baeza - Jaén                                                 | N-322 A-316          |
|          | Úbeda (Oeste) Jódar                                              | 34               | Úbeda (Oeste) Jódar                                              | A-401                |
|          | Úbeda (Centro) La Carolina Sabiote                               | 36               | Úbeda (Centro) La Carolina Sabiote                               | A-301 A-6103         |
|          | Torreperogil (Oeste) P.N. Sierra de Cazorla, Segura y Las Villas | 39               | Torreperogil (Oeste) P.N. Sierra de Cazorla, Segura y Las Villas |                      |
|          | Torreperogil (Este) Sabiote                                      | 42               | Torreperogil (Este) Sabiote                                      | JA-6110              |
|          | Villacarrillo (Oeste)                                            | 63               | Villacarrillo (Oeste)                                            | N-322                |
|          | Villacarrillo (Este) - Iznatoraf                                 | 67               | Villacarrillo (Este) - Iznatoraf                                 | N-322                |
|          | Iznatoraf - Villanueva del Arzobispo (Oeste)                     | 72               | Iznatoraf - Villanueva del Arzobispo (Oeste)                     | N-322                |
|          | Villanueva del Arzobispo (Centro) Tranco de Beas                 | 75               | Villanueva del Arzobispo (Centro) Tranco de Beas                 | A-6202               |
|          | Villanueva del Arzobispo (Este)                                  | 79               | Villanueva del Arzobispo (Este)                                  |                      |
|          | Albacete continúa por N-322                                      |                  | Linares - Bailén continúa por A-32                               | N-322                |
|          | Tramo Villanueva del Arzobispo-Albacete en proyecto              |                  | Tramo Albacete-Villanueva del Arzobispo en proyecto              |                      |

### Tramo Albacete (Oeste) - AutovíaA-30
| Elemento | Sentido Albacete (Sur) (ver de arriba abajo)                | Número de Salida | Sentido Linares (ver de abajo arriba)                       | Carretera que enlaza |
| -------- | ----------------------------------------------------------- | ---------------- | ----------------------------------------------------------- | -------------------- |
|          | Tramo Villanueva del Arzobispo-Albacete (Oeste) en proyecto |                  | Tramo Albacete (Oeste)-Villanueva del Arzobispo en proyecto |                      |
|          | Albacete (Oeste) continúa por A-32                          |                  | Linares - Bailén continúa por N-322                         | N-322                |
|          | Albacete Madrid                                             | 218              | Albacete Madrid                                             | N-322 A-31           |
|          | Albacete - aeropuerto Peñas de San Pedro                    | 223              | Albacete - aeropuerto Peñas de San Pedro                    | CM-3203              |
|          | Tobarra - Murcia                                            | 228              |                                                             | A-30                 |
|          | A-30 Alicante A-31 Madrid                                   |                  | Linares - Bailén - Úbeda                                    | A-30                 |